# Le Chant des Africains

Le Chant des Africains est un chant militaire composé dès 1941 par le capitaine de l'armée française Félix Boyer (1887-1980), à partir des paroles d'une marche de 1915 de la Division marocaine, chantée sur l'air de l'hymne de l'Infanterie de marine et écrit, suivant les sources, par le commandant Reyjade, pseudonyme de Jeanne Decruck, ou par le sergent Bendifallah et le tirailleur Marizot. Il lui donne son titre, Chant de guerre des Africains, en changeant le C'est nous les Marocains… du texte original par le célèbre C'est nous les Africains du texte actuel.
Fait prisonnier par les Allemands lors de la campagne de 1940, le capitaine Félix Boyer est libéré comme ancien combattant de la Grande Guerre.  Il est mis à la disposition du général Joseph de La Porte du Theil qui l'affecte comme chef de la Musique régionale des Chantiers de la Jeunesse d’Afrique du Nord française, puis de la musique du Gouvernement provisoire de la République française à Alger. Le chant est dédié au colonel Van Hecke, commandant du 7e régiment de chasseurs d'Afrique, régiment issu des Chantiers de la jeunesse d'Afrique du Nord. L'armée d'Afrique l'adopte rapidement et en fait sa marche officielle. Elle rend célèbre le chant à travers ses campagnes au point qu'il en devienne le symbole de la gloire de l'armée d'Afrique. Il est pour cette raison très souvent repris lors des cérémonies militaires commémoratives de la Seconde Guerre mondiale. À noter que le général de Gaulle refusa que ce chant soit interprété lors des obsèques du maréchal Alphonse Juin, lui-même pied-noir, qui fut commandant en chef de l'armée d'Italie. Il n'avait pas admis l'opposition du maréchal à sa politique algérienne.[réf. nécessaire]
Il fut repris pendant la guerre d'Algérie par les Pieds-Noirs et les partisans de l'Algérie française pour affirmer leur fidélité à la métropole. Après l’indépendance algérienne en 1962, les musiques et fanfares militaires françaises ne furent pas autorisées à le jouer, car étant devenue « séditieuse ». Cette interdiction fut levée en août 1969. À cause de cet emploi, ce chant est parfois dénoncé comme « le chant de l'OAS » et les autorités tentent parfois de renouveler son interdiction comme en décembre 2008 où le président local de l'Union nationale des combattants (UNC), Roland Botron, lieutenant-colonel honoraire, s'est vu signifier par le préfet du département des Hautes-Pyrénées, Jean Marie Delage, l'interdiction d'entonner l'hymne Les Africains et même de le faire interpréter par la fanfare militaire. 
L'armée malienne invitée au défilé parisien du 14 juillet 2013 défila au son de cet air.
Le chant figure dans l'édition de 1985 du TTA 107, qui reste le recueil de chants officiel de l'armée de terre puisqu'il n'a pas connu de réédition.  
La marche Les Africains figure dans la circulaire du 15 novembre 1961 fixant le répertoire national des marches militaires. 

## Les paroles

### Le texte de 1915
I
Nous étions au fond de l'Afrique
Embellissant nos trois couleurs,
Et sous un soleil magnifique,
Retentissait ce chant vainqueur :
En avant ! En avant ! En avant !
Refrain
C'est nous les Marocains,
Qui venons de bien loin.
Nous v'nons d'la colonie,
Pour défen'le pays.
Nous avons abandonné
Nos parents nos aimées,
Et nous avons au cœur,
Une invincible ardeur,
Car nous voulons porter haut et fier
Ce beau drapeau de notre France entière :
Et si quelqu'un venait à y toucher,
Nous serions là pour mourir à ses pieds.
Roulez tambour, à nos amours,
Pour la Patrie, pour la Patrie
Mourir bien loin, c'est nous les Marocains !

### Le texte de 1943
I
Nous étions au fond de l'Afrique,
Gardiens jaloux de nos couleurs,
Quand sous un soleil magnifique
A retenti ce cri vainqueur :
En avant ! En avant ! En avant !
Refrain
C'est nous les Africains
Qui revenons de loin,
Nous venons des colonies
Pour sauver la Patrie (pour défendre le pays)
Nous avons tout quitté
Parents, gourbis, foyers
Et nous gardons au cœur
Une invincible ardeur
Car nous voulons porter haut et fier
Le beau drapeau de notre France entière
Et si quelqu'un venait à y toucher,
Nous serions là pour mourir à ses pieds
Battez tambours, à nos amours,
Pour le Pays, pour la Patrie, mourir au loin
C'est nous les Africains !
II
Pour le salut de notre Empire,
Nous combattons tous les vautours,
La faim, la mort nous font sourire
Quand nous luttons pour nos amours,
En avant ! En avant ! En avant !
Refrain
III
De tous les horizons de France,
Groupés sur le sol Africain,
Nous venons pour la délivrance
Qui par nous se fera demain.
En avant ! En avant ! En avant !
Refrain
IV
Et lorsque finira la guerre,
Nous reviendrons dans nos gourbis,
Le cœur joyeux et l'âme fière
D'avoir libéré le Pays
En criant, en chantant : en avant !
Refrain

## Voiraussi